# Pokémon Diamante Lucente e Perla Splendente
Pokémon Diamante Lucente (ポケットモンスター ブリリアントダイヤモンド?, Poketto Monsutā Buririanto Daiyamondo, "Pocket Monsters Brilliant Diamond") e Pokémon Perla Splendente (ポケットモンスター シャイニングパール?, Poketto Monsutā Shainingu Pāru, "Pocket Monsters Shining Pearl") sono una coppia di videogiochi del 2021, remake dei titoli RPG per Nintendo DS Pokémon Diamante e Perla.
I giochi sono parte dell'ottava generazione della serie di videogiochi Pokémon e sono stati sviluppati da ILCA e pubblicati da Nintendo e The Pokémon Company per Nintendo Switch il 19 novembre 2021. Furono annunciati in occasione delle celebrazioni per il venticinquesimo anniversario di Pokémon, insieme a Leggende Pokémon: Arceus. Sono i primi titoli della serie principale Pokémon a non essere sviluppati da Game Freak.
Diamante Lucente e Perla Splendente hanno ricevuto valutazioni miste e positive: il gameplay nostalgico e la fedeltà ai giochi originale per Nintendo DS sono stati oggetto di elogi, mentre il loro stile grafico e la curva di apprendimento hanno polarizzato la critica.

## Modalità di gioco
Come tratto distintivo dei remake dei giochi Pokémon, Pokémon Diamante Lucente e Perla Splendente presentano una modalità di gioco del tutto simile ai giochi originali Diamante e Perla, pur incorporando diversi elementi introdotti nella serie solo successivamente e figurando uno stile visivo sostanzialmente differente. I giochi impiegano una prospettiva isometrica dall'alto in terza persona.

## Ambientazione

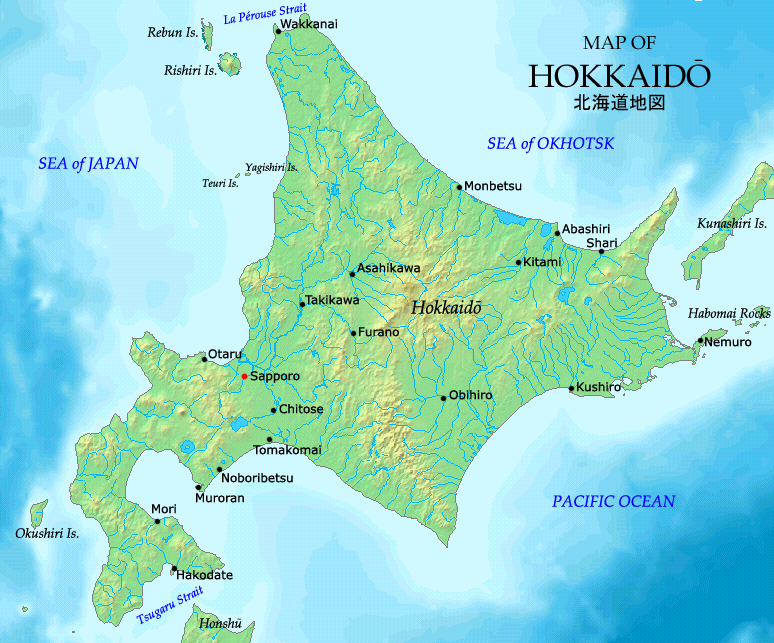
La regione di Sinnoh è basata sull'isola giapponese di Hokkaidō

Come nei giochi originali, Diamante Lucente e Perla Splendente sono ambientati nell'immaginaria regione di Sinnoh, un'isola basata sulla reale isola giapponese di Hokkaidō.

## Sviluppo e pubblicazione
Diamante Lucente e Perla Splendente sono stati sviluppati da ILCA, diventando così i primi giochi della serie principale Pokémon a essere sviluppati da una software house diversa da Game Freak. Sono stati diretti da Yuichi Ueda di ILCA e Jun'ichi Masuda di Game Freak, quest'ultimo già game director dei giochi originali.
Notizie riguardo a un possibile sviluppo dei remake di Diamante e Perla trapelarono il 15 gennaio 2021, quando un dominio di terzo livello "diamondpearl" del sito ufficiale di Pokémon fu registrato e pubblicato. Poco dopo, il dominio fu reso non raggiungibile. La mattina del 26 febbraio 2021, giornata del Pokémon Presents trasmesso per il venticinquesimo anniversario di Pokémon, diversi leakers affermarono che la presentazione in diretta prevista per il pomeriggio avrebbe riguardato l'arrivo dei remake di Diamante e Perla, intitolati Diamante Lucente e Perla Splendente, insieme a un terzo titolo open world anch'esso ambientato nella regione di Sinnoh, più tardi rivelato con il nome di Leggende Pokémon: Arceus. Durante il Pokémon Presents, Diamante Lucente e Perla Splendente furono annunciati per Nintendo Switch con la pubblicazione attesa per il quarto trimestre 2021.
Il 26 maggio 2021 venne resa nota la data di uscita, fissata per il 19 novembre 2021, insieme alle box art dei due titoli. Durante la presentazione del modello OLED di Nintendo Switch, il 6 luglio 2021, il filmato pubblicato mostrò una grafica migliorata per i due giochi rispetto a quella precedentemente esposta. Una presentazione Pokémon Presents mostrò al pubblico il 18 agosto 2021 nuove caratteristiche dei giochi, tra cui la personalizzazione dell'allenatore protagonista, il ritorno dei sotterranei con il nome di Grandi Sotterranei, la possibilità di decorare le Poké Ball (con un cambio di denominazione dei "Bolli" in "Adesivi"), l'Union Room, i Super Contest Shows e i Pokémon capaci di seguire il giocatore nell'overworld. Fu rivelato inoltre che un uovo del Pokémon misterioso Manaphy sarebbe stato reso disponibile via Dono segreto come omaggio speciale sino al 21 febbraio 2022.
Il 28 settembre 2021, giorno del quindicesimo anniversario dell'uscita degli originali Pokémon Diamante e Perla, un nuovo trailer fu pubblicato e rivelò l'inedità funzionalità del PokéKron di poter richiamare dei Pokémon selvatici per oltrepassare gli ostacoli nell'overworld al posto delle classiche Macchine Nascoste (MN) ― caratteristica già rimossa nei giochi della serie principale a partire da Pokémon Sole e Luna. Inoltre furono mostrati: la possibilità di cucinare i poffin e poter portare tutti i membri della propria squadra all'interno del Parco Concordia a Cuoripoli, gli allenatori di supporto Demetra e Marisio e la capopalestra di Evopoli Gardenia. Il 26 ottobre venne pubblicato un altro trailer mostrante i capipalestra Bianca di Nevepoli e Corrado di Arenipoli, i comandanti del Team Galassia Martes, Giovia e Saturno insieme al loro capo Cyrus, e il trio di Pokémon leggendari dei tre laghi di Sinnoh Mesprit, Azelf e Uxie. In più, fu resa nota la possibilità di ottenere gli abiti dei protagonisti Lucas e Lucinda utilizzati in Pokémon Platino come Dono segreto fino al 21 febbraio 2022. Un trailer riepilogativo mostrante tutte le principali caratteristiche dei giochi venne pubblicato il 5 novembre 2021 sul canale ufficiale YouTube giapponese.
Nei giorni e nelle settimane seguenti all'uscita, in Pokémon Diamante Lucente e Perla Splendente furono identificati numerosi glitch e bug, come la capacità di camminare attraverso i muri per catturare il Pokémon misterioso Shaymin, l'accesso al luogo dove si svolge l'evento di Darkrai senza lo strumento necessario, la possibilità di concludere anticipatamente il gioco in 23 minuti, oltre a un espediente per duplicare più Pokémon allo stesso tempo insieme agli strumenti da loro tenuti. La maggior parte di questi problemi furono risolti con la pubblicazione di una versione 1.1.2 il 1º dicembre 2021.
Dal 27 febbraio al 27 marzo 2022 è stata resa disponibile via Dono segreto la Lettera di Oak, strumento con il quale è possibile sbloccare l'evento per catturare il Pokémon misterioso Shaymin, mentre dal 1º al 30 aprile 2022 è stata distribuita con la medesima modalità la Scheda Soci, attraverso la quale è possibile sbloccare l'evento per catturare il Pokémon misterioso Darkrai.

## Accoglienza

### Vendite
Pokémon Diamante Lucente e Perla Splendente hanno venduto 1,39 milioni di copie nei primi tre giorni di disponibilità in Giappone, sorpassando le vendite al lancio di Pokémon Spada e Scudo nello stesso periodo. Il lancio di questi giorni è divenuto il secondo per numero di copie vendute per un titolo Switch in Giappone dopo Animal Crossing: New Horizons nel 2020 e il secondo più redditizio del 2021 nel Regno Unito dietro a FIFA 22. A distanza di una settimana dall'uscita, i giochi hanno complessivamente venduto 6 milioni di copie in tutto il mondo, per poi toccare quota 13,97 milioni il 31 dicembre 2021.
In Spagna i giochi hanno venduto 228 000 di copie nel 2021.

### Pubblico
I fan sono stati divisi sullo stile chibi dei giochi. I detrattori hanno affermato che esso fosse un peggioramento rispetto ai due precedenti remake della serie (Pokémon Rubino Omega e Zaffiro Alpha e Pokémon Let's Go, Pikachu! e Let's Go, Eevee!). I sostenitori, invece, sostennero che questo stile fosse fedele a quello dei giochi originali.
Un altro argomento divisivo riguardò la mancanza di novità sostanziali rispetto ai titoli pubblicati nel 2006 e la quasi totale assenza delle novità introdotte in Pokémon Platino, siccome i precedenti remake dalla saga andavano ad aggiungere caratteristiche dei giochi usciti fino a quel momento.

### Critica
| Testata                         | Giudizio |
| ------------------------------- | -------- |
| Metacritic (media al 18-4-2022) | 73/100   |
| Computer Games Magazine         | 7/10     |
| Destructoid                     | 6.5/10   |
| Famitsū                         | 34/40    |
| Game Informer                   | 8.5/10   |
| GameSpot                        | 7/10     |
| Hardcore Gamer                  | 4,5/5    |
| IGN                             | 8/10     |
| Jeuxvideo.com                   | 15/20    |
| Nintendo Life                   | [ 44 ]   |
| Nintendo World Report           | 8.5/10   |
| Shacknews                       | 7/10     |

Diamante Lucente e Perla Splendente sono stati valutati con un punteggio di 34/40 dalla rivista giapponese Famitsū, basato sui voti dei singoli critici pari a 8, 9, 8 e 9. I giochi hanno ricevuto un'accoglienza "mista o media" dalla critica occidentale secondo l'aggregatore di recensioni Metacritic, totalizzando una media di 73/100. Rebekah Valentine di IGN ha assegnato ai titoli un voto di 8 su 10, affermando: "Come i temi della sua storia, Pokémon Diamante Lucente e Perla Splendente sono solidi e duraturi – appoggiandosi al passato, con tutti i suoi pregi e difetti". Nel verdetto finale della recensione, si afferma che "se un buon remake è definito dalla sua fedeltà all'originale, allora Pokémon Diamante Lucente e Perla Splendente sono senza dubbio dei buoni remake", ma ci si lamenta del fatto che "non siano stati così coraggiosi nell'apportare miglioramenti rispetto agli originali come fatto negli altri remake Pokémon". Similmente John Carson di Game Informer ha definito i titoli "fedeli remake" dei giochi per DS, ma che "deviano dallo schema di fondo, con vari gradi di successo". Ha poi lodato il motore grafico, rivelatosi "soprattutto libero da cali di framerate o rallentamenti che colpiscono gli altri titoli 3D della serie," e dichiara che i giochi sono "un gradito ritorno al passato dai tempi più semplici quando sentivo che completare un Pokédex fosse un compito in qualche modo più realistico da adempiere".
Mentre lo stile artistico dai tratti chibi dei giochi è stato per lo più apprezzato da IGN con l'eccezione di determinate sequenze della storia che si sarebbero potute rendere più seriamente, altri critici come Chris Carter di Destructoid ritennero che fosse necessario del tempo per farci l'abitudine. Carter ha inoltre affermato che mentre la regione possa considerarsi una "gioia da esplorare", gli sviluppatori di ILCA hanno cercato di attenersi troppo agli originali aggiungendoci sopra alcune nuove caratteristiche, portando a un'esperienza sconnessa. In aggiunta, l'impossibilità di disattivare la funzionalità "Condividi Esperienza" può portare i giocatori a far salire di livello troppo rapidamente i propri Pokémon, rendendo così le battaglie contro i personaggi non giocanti un'attività noiosa e laboriosa piuttosto che una vera sfida. Jordan Middler di Nintendo Life ha dichiarato che il cambio nello stile artistico è stato "peggiorativo" e che i personaggi sembrano dei "Funko Pop privi di emozioni", mentre i modelli dei personaggi correttamente proporzionati e usati nelle battaglie sono decisamente migliori. La decisione di ILCA di escludere elementi della storia e caratteristiche viste in Pokémon Platino sono state viste come una mancanza, ma l'inclusione dei nuovi Grandi Sotterranei ha compensato la limitata disponibilità di Pokémon degli originali Diamante e Perla. Steve Watts di GameSpot ha lodato lo stile artistico chibi e i miglioramenti al gameplay, ma contestando l'aumento di difficoltà rappresentato dai Superquattro.
Rispetto a IGN International che ha assegnato un punteggio di 8/10, Takuya Watanabe di IGN Japan ha dato un voto più basso, pari a soli 5/10. Tra i molti punti criticati: il significato del rispetto per gli originali è sbagliato; la maggior parte degli elementi sono non sofisticati; la veste grafica declassata rispetto alle versioni Spada e Scudo; e la presenza di numerosi glitch nella prima versione. Watanabe ha concluso che non sono all'altezza dei remake pubblicati in passato e che solo le persone che hanno giocato alle versioni originali 15 anni prima e nostalgiche potrebbero apprezzare questi giochi.